# オスマン・ブカリ
オスマン・ブカリ（英語: Osman Bukari, セルビア語: Осман Букари、1998年12月13日 - ）は、ガーナとセルビアのプロサッカー選手。メジャーリーグサッカー・ロサンゼルス・ギャラクシー所属。ポジションはFW。

## 経歴

### クラブ
2020年9月4日、ASトレンチーンから3年契約でKAAヘントに移籍した。
2021年8月12日、FCナントにレンタル移籍した。
2022年6月21日、レッドスター・ベオグラードに300万ユーロで移籍した。
2024年5月30日、オースティンFCと1年延長オプションつきの3年半契約を締結した。

### 代表
2021年3月25日、アフリカネイションズカップ2021予選の南アフリカ共和国代表戦で代表初出場を記録した。2022年6月1日のアフリカネイションズカップ2023予選のマダガスカル代表戦で代表初得点を記録した。
2022 FIFAワールドカップではポルトガル代表戦で90分に1得点をあげ、その際のゴールパフォーマンスでベンチにいる相手の主将であるクリスティアーノ・ロナウドのパフォーマンスを真似して煽った。

## 代表歴

### 出場大会
- ガーナ代表
  - 2022 FIFAワールドカップ

### 試合数
- 国際Aマッチ 14試合 3得点（2021年-）[9]

| ガーナ代表 | 国際Aマッチ | 国際Aマッチ |
| 年         | 出場        | 得点        |
| ---------- | ----------- | ----------- |
| 2021       | 2           | 0           |
| 2022       | 7           | 2           |
| 2023       | 5           | 1           |
| 2024       |             |             |
| 通算       | 14          | 3           |